# Chângka (gmina)
Chângka – gmina wiejska (khŭm) w północno-zachodniej Kambodży, w zachodniej części prowincji Bântéay Méanchey, w dystrykcie ’Âor Chrŏu. Zajmuje powierzchnię 66,32 km². W 2008 roku zamieszkiwana przez 5930 mieszkańców. Gęstość zaludnienia wynosi 89,4 os./km². Stanowi jedną z 7 gmin dystryktu.

## Miejscowości
Na obszarze gminy położonych jest 6 miejscowości.
| L.p. | Nazwa miejscowości | Nazwa oryginalna | Liczba gospodarstw domowych (2012) | Populacja (2012) | Kod NIS  |
| ---- | ------------------ | ---------------- | ---------------------------------- | ---------------- | -------- |
| 1    | Boeng Seila        | បឹងសីលា             | 236                                | 545              | 01050101 |
| 2    | Ta Chrueng         | តាជ្រឹង             | 221                                | 815              | 01050102 |
| 3    | Ta Phaok           | តាផោក              | 305                                | 1122             | 01050103 |
| 4    | Paoy Voat          | ប៉ោយវត្ត            | 369                                | 1464             | 01050104 |
| 5    | Chhuk              | ឈូក               | 155                                | 410              | 01050105 |
| 6    | Chrey              | ជ្រៃ               | 249                                | 1061             | 01050106 |